# FlyEgypt
flyEgypt era una compagnia aerea a basso costo egiziana con sede al Cairo.

## Storia
La compagnia aerea è stata fondata nel 2014 come operatore charter e ha iniziato ad operare il 12 febbraio 2015 con un volo tra Il Cairo e Gedda. I voli stagionali settimanali tra Zurigo e Marsa Alam sono iniziati l'11 luglio 2015.
Il 5 novembre 2018, la Luftfahrt-Bundesamt tedesca aveva vietato a FlyEgypt e ad Air Cairo di volare verso la Germania, dove effettuava voli per conto di tour operator tedeschi, a causa delle norme più severe sulla qualità del carburante imposte ai vettori egiziani. I principali tour operator europei Thomas Cook Group e TUI Group avevano annunciato che non avrebbero più portato avanti i contratti con queste compagnie aeree per lo stesso motivo. Tuttavia, la compagnia ha risolto questo problema in pochi giorni. Il 23 dicembre, FlyEgypt ha ricevuto il permesso di riprendere i servizi in Germania rispettando le nuove normative tedesche.

## Flotta
A maggio 2023 la flotta di Fly Baghdad è così composta: